# Graan voor Visch
Graan voor Visch is een wijk in het zuidoosten van Hoofddorp in de Noord-Hollandse gemeente Haarlemmermeer. De naam van de wijk, ook gebruikt als straatnaam, is afkomstig van de naam van de boerderij die daar ter plaatse aan de Hoofdvaart stond (ter plaatse van het er nu nog gelegen voetbalveld), en verwijst naar het feit dat er akkerland is ontgonnen waar voorheen water was geweest: het voormalige groot Haarlemmermeer dat was ontstaan uit enkele andere meren. Het originele gemeentewapen beeldde dit ook af. Dat akkerland is in de loop der jaren inmiddels bebouwd. De wijk Graan voor Visch was als eerste nieuwbouwwijk gebouwd achter de zogenoemde "Geniedijk" onderdeel van de Hollandsche Waterlinie.

## Nummering
De wijk heeft als bijzonderheid dat de huisnummers lopen van 13000 tot 19999; ze zijn gegroepeerd en bewegwijzerd per duizend- en honderdtal. Dit systeem wilde men ooit invoeren in plaats van het huidige postcodesysteem. Het begincijfer 1 stond voor de wijk: Graan voor Visch was de eerste nieuwbouwwijk die, in de jaren zeventig van de vorige eeuw, in Hoofddorp werd aangelegd.
Het lag in de bedoeling de wijken die nog volgden, ook zo te nummeren. Het systeem werd echter als dermate onhandig ervaren dat men van dit plan is teruggekomen. Er gaan nog wel eens stemmen op voor het hernoemen van de afzonderlijke straten. Dit is echter een uiterst kostbare aangelegenheid. En een overgrote meerderheid van de bewoners zien er de noodzaak niet van in. Voor de kosten van kadastrale verandering, van wijzigingen in postcodelijsten en in de Basisregistratie Personen cq de Basisregistratie Adressen en Gebouwen zou de gemeente zelfs kunnen worden aangesproken. Zelfs de kosten van het vervangen van huisnummerborden zouden mogelijk op haar verhaald kunnen worden.

## Moskee Ar-Rahman
De enige moskee voor Hoofddorp en wijde omgeving ligt in de wijk Graan voor Visch. Nadat successievelijk diverse locaties als huisvesting hadden gediend, die echter onvoldoende capaciteit boden, werd in 2010 het huidige gebouw in gebruik genomen; het eerste dat specifiek voor dit doel was ontworpen. Begin 2005 had deze zaak de landelijke pers gehaald, toen bekend werd dat de bouwplannen voorzagen in een verlichte minaret. Onjuiste geruchten over een vuurtorenachtige constructie verstomden weer toen duidelijk werd dat het hier om een geluidloze minaret zou gaan, die slechts tijdens gebedsdiensten van binnenuit zou worden verlicht. Door middel van flyers en open avonden werden de omwonenden op de hoogte gehouden.

## Bedrijventerrein
Ten zuiden van de wijk ligt Graan voor Visch-Zuid, een bedrijventerrein. Dit grenst aan het excentrische NS-station, dat bij de aanleg van de Schiphollijn is aangelegd; vandaar duurt een treinrit naar de Luchthaven Schiphol vijf minuten. Een ouder stationsgebouw staat nog wel in het centrum van Hoofddorp, maar biedt uitzicht op het voormalige tracé van een lokaal lijntje (de Haarlemmermeerspoorlijnen) waarvan de rails al sinds jaren zijn verwijderd.